# 1998年英格蘭慈善盾
1998年英格蘭足總慈善盾（英語：1998 The FA Chartity Shield），因贊助關係，又名AXA足總慈善盾（The AXA FA Chartity Shield），是第76屆英格蘭慈善盾。慈善盾是一年一度由英格蘭足總舉辦的國內足球賽事，由英超冠軍與足總盃冠軍對壘，本屆賽事於1998年8月9日假舊溫布萊球場舉行，由英超及足總盃雙料冠軍阿仙奴對戰聯賽亞軍曼聯，入場人數為67,342人，阿仙奴以3:0取勝封王。
今場賽事分別為曼聯第18次及阿仙奴第14次出戰慈善盾。曼聯在開賽初段表現強勢，但阿仙奴卻憑奧華馬斯於11分鐘的入球，半場領先1:0。在下半場，他們擴大領先優勢，禾亞接應安歷卡的傳球連番起腳破網。戰至72分鐘，阿仙奴取得第三球，安歷卡接應直線傳送後把球推入禁區，並壓過史譚射門建功，為球隊錦上添花。
阿仙奴這場勝利亦終止曼聯13年來於慈善盾的不敗紀錄。兩軍其後在足總盃準決賽再次碰頭，曼聯在重賽後淘汰阿仙奴晉身決賽，並奪得冠軍。在1998/99球季，曼聯在聯賽以1分之差壓過阿仙奴奪得聯賽冠軍，連同足總盃及歐聯冠軍，成就了三冠王霸業。

## 背景

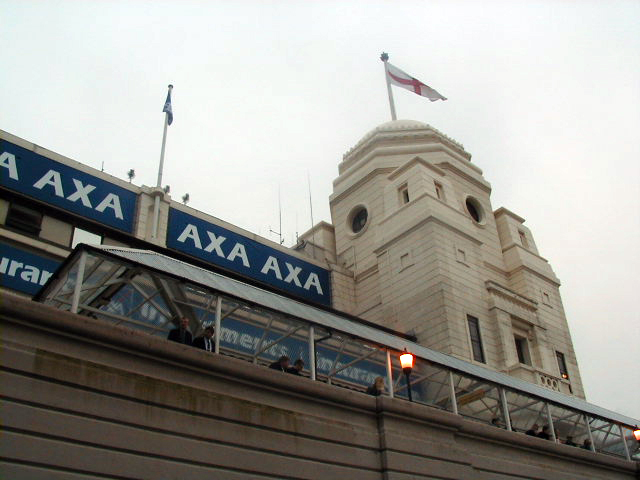
慈善盾由1974年起在舊溫布萊球場舉行。

英格蘭慈善盾於1908年創立，為倫敦郡長慈善盾（Sheriff of London Charity Shield）的前身。慈善盾成立初期是由足球聯賽和南部聯賽的冠軍對壘，但在1913年對賽雙方卻是業餘聯隊與職業聯隊。1921年為首次由頂級聯賽冠軍對戰足總盃冠軍。賽事在舊溫布萊球場舉行，是慈善盾歷來第25次在該球場舉行。
阿仙奴透過贏得1997/98球季英超聯賽冠軍而取得慈善盾資格。雖然他們在1998年2月尾仍落後榜首曼聯多達12分，但他們以9連勝收復失地，並在1998年5月3日以4:0大勝愛華頓，鎖定聯賽冠軍位置。而在1998年足總盃決賽，阿仙奴以2:0擊敗紐卡素，成為雙冠王。由於阿仙奴同時取得兩大錦標，慈善盾的另一席位由聯賽亞軍曼聯補上。
在賽前，兩軍的最近一次對賽是在1998年3月4日，由奧華馬斯在下半場建功，作客以1:0力克爭標對手曼聯。阿仙奴亦是1997/98球季唯一一支雙殺曼聯的球隊，他們在主場以3:2取勝。阿仙奴領隊雲加在賽前則表明慈善盾是「一週後開鑼的聯賽開始前，唯一能以一隊球員迎戰頂級球隊的機會。」。曼聯領隊費格遜卻更重視三日後舉行、在歐聯外圍賽次圈面對洛斯（ŁKS Łódź）的賽事。不過，他亦指出今場比賽能夠讓他的球員提升狀態，對之後的賽事百利而無一害。
賽事的官方名稱為「AXA足總慈善盾」（The AXA FA Charity Shield），是1998年7月英格蘭足總與法國保險公司AXA簽訂的合約的一部份。此外，交易亦達成協議，在未來的4年，足總盃亦將冠名為「AXA贊助足總盃」（The AXA Sponsored FA Cup）。

## 賽事

### 軍情
曼聯翼鋒布隆基斯因足踝受傷倦勤，而中場堅尼則是自11個月前韌帶撕裂後傷癒復出的首場正式比賽。於1998年5月新加盟曼聯的後衛史譚，首度為新東家上陣，夥拍朗尼·莊臣鎮守中路。阿仙奴方面，雖然外界預期新援韋華斯將會出任正選，但最終只列後備，並未安排落場，而柏金則夥拍安歷卡擔任正選前鋒。
阿仙奴使用傳統的4-4-2陣式，由4人防線（包括兩名中堅及左右兩閘），4名中場（包括兩名中場中及兩名翼鋒），以及雙中鋒所組成。曼聯的陣容有輕微變化，由史高斯擔任輔鋒，協助中鋒高爾攻堅。球隊陣式為4-4-1-1。

### 概要
球場內溫度為30 °C（86 °F）。曼聯在開賽初段形勢佔上風，不過阿仙奴的一對防守中場組合韋拉及比堤很快便適應比賽節奏。曼聯率先獲得一個機會，被全場球迷大喝倒采的中場碧咸妙傳予史高斯，不過阿仙奴門將施文成功將球解圍，力保不失。雖然曼聯開局表現佔優，但卻被阿仙奴先開紀錄。韋拉將球傳給處於禁區右方的柏金，柏金接應並以後踭傳給安歷卡，但該法國國腳卻未能成功控球，不過，他對對方中堅朗尼·莊臣施壓，令莊臣未能將球清走，然後他把球護給後上的奧華馬斯，後者毫不猶豫右腳快射破網，為球隊先拔頭籌。戰至42分鐘，堅尼在25碼（23）外施射被施文擋出，半場阿仙奴以一球優勢返回更衣室。
阿仙奴在下半場卻主導了比賽，並於57分鐘再下一城。奧華馬斯左路推進，成功以速度壓過加利尼維利並將球傳給安歷卡，後者轉身一傳予後上的禾亞，雖然舒米高擋出第一次射門，但禾亞再射補中，他立即打空翻慶祝。雖然形勢不利，但曼聯未有停止對阿仙奴施壓，傑斯開出角球令中堅基昂差點擺烏龍。在法定時間剩餘20分鐘時，雙方都大舉換人，舒寧咸入替表現沉寂的高爾，而般莫迪則入替比堤。72分鐘，阿仙奴再入一球，柏奴亞直線妙傳予安歷卡，後者壓過史譚並射向近柱窄角度入網，鎖定勝局。臨完場前，舒寧咸門前射斜，錯失了破蛋機會。最終，阿仙奴以3:0大勝勁敵曼聯奪標。

### 詳情
| 1998-08-09 英國時間13:00 |

| 阿仙奴                               | 3–0 | 曼聯 |
| ------------------------------------ | --- | ---- |
| 奧華馬斯 34' · 禾亞 57' · 安歷卡 72' |     |      |

| 倫敦舊溫布萊球場 觀眾人數：67,342 ：普爾（赫福特郡） |

| 阿仙奴 | 曼聯 |

| GK   | 1  | 施文     |     |     |
| RB   | 2  | 迪臣     | 81' |     |
| CB   | 6  | （隊長） |     | 80' |
| CB   | 14 | 基昂     | 22' |     |
| LB   | 3  | 溫特本   |     |     |
| RM   | 15 | 柏奴亞   |     |     |
| CM   | 17 | 比堤     |     | 73' |
| CM   | 4  | 韋拉     |     | 84' |
| LM   | 11 | 奧華馬斯 |     | 67' |
| CF   | 9  | 安歷卡   |     |     |
| CF   | 10 | 柏金     |     | 46' |
| 後備 |    |          |     |     |
| GK   | 13 | 曼寧加   |     |     |
| DF   | 5  | 保特     |     | 80' |
| DF   | 7  | 韋華斯   |     |     |
| MF   | 16 | 曉士     |     | 67' |
| MF   | 18 | 基文迪   |     | 84' |
| MF   | 21 | 般莫迪   |     | 73' |
| FW   | 12 | 禾亞     |     | 46' |
| 領隊 |    |          |     |     |
| 雲加 |    |          |     |     |

| GK     | 1  | 舒米高       |     |     |
| RB     | 2  | 加利·尼維利  | 3'  |     |
| CB     | 5  | 莊臣         |     |     |
| CB     | 6  | 史譚         |     |     |
| LB     | 3  | 艾雲         | 26' |     |
| RM     | 7  | 碧咸         |     |     |
| CM     | 8  | 畢特         |     | 53' |
| CM     | 16 | 堅尼（隊長） |     | 76' |
| LM     | 11 | 傑斯         |     | 70' |
| CF     | 18 | 史高斯       |     | 70' |
| CF     | 9  | 高爾         |     | 70' |
| 後備   |    |              |     |     |
| GK     | 31 | 居堅         |     |     |
| DF     | 4  | 美爾         |     |     |
| DF     | 12 | 菲臘·尼維利  | 79' | 70' |
| DF     | 21 | 貝治         |     | 76' |
| MF     | 25 | 祖迪·告魯夫  |     | 70' |
| FW     | 10 | 舒寧咸       |     | 70' |
| FW     | 20 | 蘇斯克查     |     | 53' |
| 領隊   |    |              |     |     |
| 費格遜 |    |              |     |     |

| 賽事最佳球員 - 奧華馬斯（阿仙奴） 執法團隊 - 旁證 - 戴夫·摩拉爾（Dave Morrall）（南約克郡） - 彼得·禾頓（Peter Walton）（諾咸頓郡） - 第四球證：尼爾·巴利（Neale Barry）（林肯郡） | 賽事規則 - 法定時間90分鐘，不設加時 - 打和則直接互射12碼 - 後備名單為7人 - 換人名額為6名 |

來源

### 統計數據
| 項目             | 阿仙奴 | 曼聯 |
| ---------------- | ------ | ---- |
| 入球             | 3      | 0    |
| 控球率           | 55%    | 45%  |
| 射門（中目標）   | 7      | 2    |
| 射門（不中目標） | 1      | 3    |
| 角球             | 2      | 11   |
| 越位             | 3      | 5    |
| 黃牌             | 2      | 3    |
| 紅牌             | 0      | 0    |

## 賽後

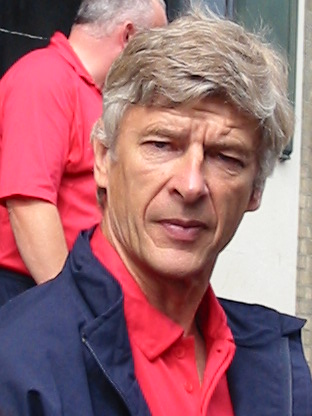
雲加對於球隊取得大勝感到驚喜。

阿仙奴的勝利令曼聯13年來首次在慈善盾落敗，亦是阿仙奴第9次贏得慈善盾冠軍。阿仙奴成為自1962年的熱刺後首支贏得慈善盾的南部球會。雲加形容賽果是出乎意料的，又指出在炎熱的天氣下，取得第一個入球是致勝關鍵。他又對麾下剛戰罷世界盃的球員的狀態感到相當滿意。雲加相信這場勝仗對於阿仙奴在歐聯賽場增添了不少信心，因為球會方面計劃在舊溫布萊球場舉行他們歐聯主場賽事。柏金則認為這場勝利證明了阿仙奴有能力蟬聯聯賽冠軍：「我們將會以相同的心態面對新球季的挑戰，這是一個好開始，而衛冕冠軍之路將變得更困難。」
費格遜承認曼聯是表現較差致敗，並同意雲加所指首個入球很重要的觀點。此外，他對堅尼養傷11個月後首度復出感到欣慰，並對下周三對洛斯的歐聯賽事充滿信心。舒米高則認為接下來的歐聯外圍賽比慈善盾更重要，因為慈善盾只屬季前賽。費格遜預期阿仙奴將是聯賽最大勁敵：「你可以說今季英超錦標將由4支球隊爭奪，但我認為阿仙奴才是己隊的最大威脅。」
慈善盾賽事完結後三日，曼聯以2:0擊敗洛斯，並在次回合互交白卷，順利獲得歐聯分組賽資格。阿仙奴在聯賽與曼聯交手佔了上風，1998年9月主場贏3:0，在翌年2月作客則戰和1:1。1998/99球季英超冠軍爭奪戰至最後一週，曼聯最終以2:1擊敗熱刺，以一分之差力壓阿仙奴重奪冠軍。兩軍在本季還在足總盃準決賽兩度碰頭，在首場賽事互交白卷而需要重賽。曼聯憑藉傑斯於加時取得的入球奠定勝局。其後曼聯在決賽以2:0擊敗紐卡素奪得足總盃冠軍。歐聯方面，阿仙奴只能在分組賽止步。曼聯卻殺入決賽對戰拜仁慕尼黑，憑著補時階段連下兩城，以2:1反勝對手，第二度捧走歐聯獎盃。曼聯最終以「三冠王」完成球季。